# Побусани понедељак
Побусани понедељак (Ускрс за мртве, Ускрс покојника) је први понедељак после Ускрса. То је Ускрс покојника. Тога дана се побусавају гробне хумке и деле бојена јаја нарочито спремљена за душе покојника. У пределима западне Србије и у Босни, око гробне хумке постављају се дрвени или камени оклопници (опсеци), па се гроб побуса између оклопница. У неким босанским селима се обавезно ожењеним покојницима постављају овога дана два камена стубића, један повише главе, а други повише стопала. Има босанских села у којима се гробне хумке побусавају на Марковдан (24. IV).